# Сектор Газовой Атаки
«Сектор Газовой Атаки» — российская рок-группа, образованная в 2001 году. Лидером коллектива является Сергей (Ким) Кимцов, основатель первого официального фан-клуба «Сектора Газа».

## История
Группа возникла в 2001 году в результате ухода Сергея Кима и Татьяны Фатеевой из проекта «Экс-Сектор Газа», основанного после смерти Юрия Клинских. За долгий период существования коллектив записал более 20 студийных альбомов. «СГА» — традиционный участник фестивалей, посвящённых творчеству Юрия Клинских. Группа задействована в постановке панк-оперы «Сектора Газа» «Кащей Бессмертный», концертная версия которой впервые была представлена в 2018 году. В 2020 году лидер коллектива — Сергей Ким стал одним из организаторов и продюсеров трибьюта «Сектору Газа», также вместе со своей группой выступив и в качестве его участника.

## Критика
Стилистическая зависимость группы от творчества «Сектора Газа» становилась причиной негативного отношения к ней в среде слушательской аудитории. Однако критики, также отнюдь не исключая данного факта, отмечают в то же время постоянный творческий поиск Кима и постепенный отход команды от «подражательства» Юрию Клинских.

## Дискография

### Студийные альбомы
1. 2002 — «Памяти Юрия Хоя...»
2. 2002 — «Романтика с перцем»
3. 2003 — «Мат для вампира»
4. 2003 — «Страшные сказки»
5. 2005 — «Запретная зона»
6. 2005 — «Чужие среди всех»
7. 2006 — «Илья Муромец»
8. 2007 — «Змеиный источник»
9. 2007 — «Территория свободы»
10. 2008 — «До первой крови»
11. 2010 — «Муромец 2: На тропе войны»
12. 2012 — «Соображающие»
13. 2015 — «За туманом»
14. 2017 — «Округ - не Колумбия»
15. 2019 — «На исходе боя»
16. 2020 — «Марафон»
17. 2021 — «В стране дураков»
18. 2022 — «Ненависти вопреки»
19. 2024 — «Рождённый на Земле»

### Сборники
1. 2003 — «Избранное 1»
2. 2006 — «Дискотека в стиле панк! - The Best»
3. 2011 — «The Best в десятку!»
4. 2016 — «Памяти Юрия Хоя... [Новая версия 2016]»
5. 2021 — «The Best 20 лет»
6. 2023 — «Классика»

### Синглы
1. 2010 — «Не солоно»
2. 2017 — «2017»
3. 2017 — «Мы идём»
4. 2018 — «Ели мясо мужики» (Король и Шут)
5. 2018 — «Манекены»
6. 2018 — «Лето»
7. 2020 — «Не охай»
8. 2020 — «Выбыть первым»
9. 2020 — «Отбросы»
10. 2020 — «Фрегат»
11. 2020 — «Утопленник» (Сектор Газа)
12. 2020 — «Хата» (feat. Ирина Клинских) (Сектор Газа)
13. 2020 — «Молодость»
14. 2021 — «Дембель 2021»
15. 2021 — «Страна дураков» (feat. Голос Омерики, Потомучто, Гудтаймс)
16. 2021 — «Джокер» (feat. Лампасы, Clockwork Times)
17. 2021 — «Они» (feat. Maximalizm, Бродячий Цирк)
18. 2021 — «Планета 2.0»
19. 2021 — «Не те уже мечты» (feat. Наконечный, Азон, НРАВ)
20. 2022 — «Своей дорогой» (feat. ДМЦ, Наконечный)
21. 2022 — «Кибитка» (Лампасы)
22. 2022 — «Эволюция» (feat. 7Б)
23. 2022 — «Всё Равно» (ft. Азон)
24. 2022 — «Я хочу гитару» (feat. Рейд!, Азон)
25. 2022 — «Хейтер» (feat. Действуй!)
26. 2023 — «Компромисс»
27. 2023 — «Всегда вперёд» (feat. Монгол Шуудан & Смех)
28. 2023 — «Изменился мир»
29. 2024 — «Не замечая» (ft. Нормы Морали)
30. 2024 — «Его звали Хой!» (ft. Азон, Бродячий Цирк)
31. 2024 — «Счастье»
32. 2025 — «Тень Пятиэтажек»
33. 2025 — «По велению секунд» (feat. Обе-Рек)
34. 2025 — «Аривидерчи» (ft. longlong, Лучший Самый День)

### Участие в сборниках
1. 2010 — «Сборник „ЭТО-РОК 5“» — «Обман»
2. 2020 — «Трибьют Сектор Газа» — «Утопленник», «Хата» (feat. Ирина Клинских)
3. 2022 — «Трибьют ВИА Лампасы» — «Кибитка»
4. 2022 — «Всё будет супер!» — «Всё равно» (feat. Азон)
5. 2023 — «Грустно и пусто» — «Хейтер» (feat. Действуй!)
6. 2024 — «Навсегда!» — «Его звали Хой!» (feat. Азон, Бродячий Цирк)

### Видеоклипы
1. Панк-рок (2000)
2. Гоп-стоп (2001)
3. Халтура (2005)
4. Оптимистическая
5. Дурная любовь (2009)
6. Молот ведьм (2015)
7. Округ (2017)
8. Время (2019)
9. В стране дураков (feat. Голос Омерики, Гудтаймс & Потомучто) (2021)

## Состав
- Сергей (Ким) Кимцов (Гузнин) — вокал, автор всех песен
- Кирилл Катранов — гитара, бэк-вокал
- Дмитрий Лаврухин — гитара
- Евгений Беляев — бас-гитара
- Эмиль Сулейманов — ударные